# Habtamu Bekele
Habtamu Bekele (* 1978) ist ein äthiopischer Marathonläufer.
2003 wurde er jeweils Dritter beim Dubai- und beim Prag-Marathon und Fünfter beim Rom-Marathon mit seiner persönlichen Bestzeit von 2:10:42 h. 
2004 siegte er beim Tiberias-Marathon, wurde Vierter in Rom, Fünfter in Prag und Achter beim Venedig-Marathon. Im Jahr darauf verteidigte er seinen Titel in Tiberias und wurde Siebter beim Turin-Marathon. 
Einem zweiten Platz in Tiberias 2006 folgte 2007 ein achter Platz beim Köln-Marathon.